# Haurakigolfen
Haurakigolfen är en del av kusten på Nordön i Nya Zeeland. Golfen ligger mellan Auckland, Coromandelhalvön och Haurakislätterna. Vattnet i golfen är den del av Stilla havet som den är förbunden till i nord och öst. Golfen är väl skyddad från själva havet av öarna Great Barrier Island och Little Barrier Island i norr och Coromandelhalvön i öst. Tre stora sund knyter golfen till Stilla havet. Dessa är Colville Channel, Craddock Channel och Jellicoe Channel. Norr om Auckland sticker flera halvöar ut i golfen. Den största är Whangaparao Peninsula.
I den västra delen av golfen ligger en kedja av öar i mynningen till Waitemata Harbour, en av Aucklands två hamnar. Dessa öar inkluderar Ponui Island, Waiheke Island och den kägelformade Rangitoto Island. Den sistnämnda är knuten till den mycket äldre ön Motutapu Island av en gångbro. Andra öar som ligger i golfen är Browns Island, Motuihe Island, Pakihi Island, Pakatoa Island, Rakino Island och Rotoroa Island. Runt öarna Rangitoto Island och Waiheke Island ligger det ett knippe små öar i lä av Coromandelhalvön. I den södra änden av Haurakigolfen ligger det en stor bassäng känd som Firth of Thames. I denna rinner det ut flera floder och den skiljer stora delar av Coromandel från fastlandet.